# Enyalioides laticeps
Espèce
Synonymes
- Enyalius laticeps Guichenot, 1855
- Enyalius planiceps Guichenot, 1855
- Enyalius coerulescens Cope, 1876
- Enyalioides festae Peracca, 1897

Enyalioides laticeps est une espèce de sauriens de la famille des Hoplocercidae.

## Répartition
Cette espèce se rencontre en Amazonas au Brésil, au Pérou, en Équateur et en Colombie.

## Publication originale
- Guichenot, 1855 : Animaux nouveaux ou rares recueillis pendant l’Expédition dans les parties centrales de l’Amérique du Sud, de Rio de Janeiro a Lima, et de Lima au Para ; exécutée par ordre du gouvernement français pendant les années 1843 a 1847, sous la direction du P. Bertrand (texte intégral).